# Kirpan

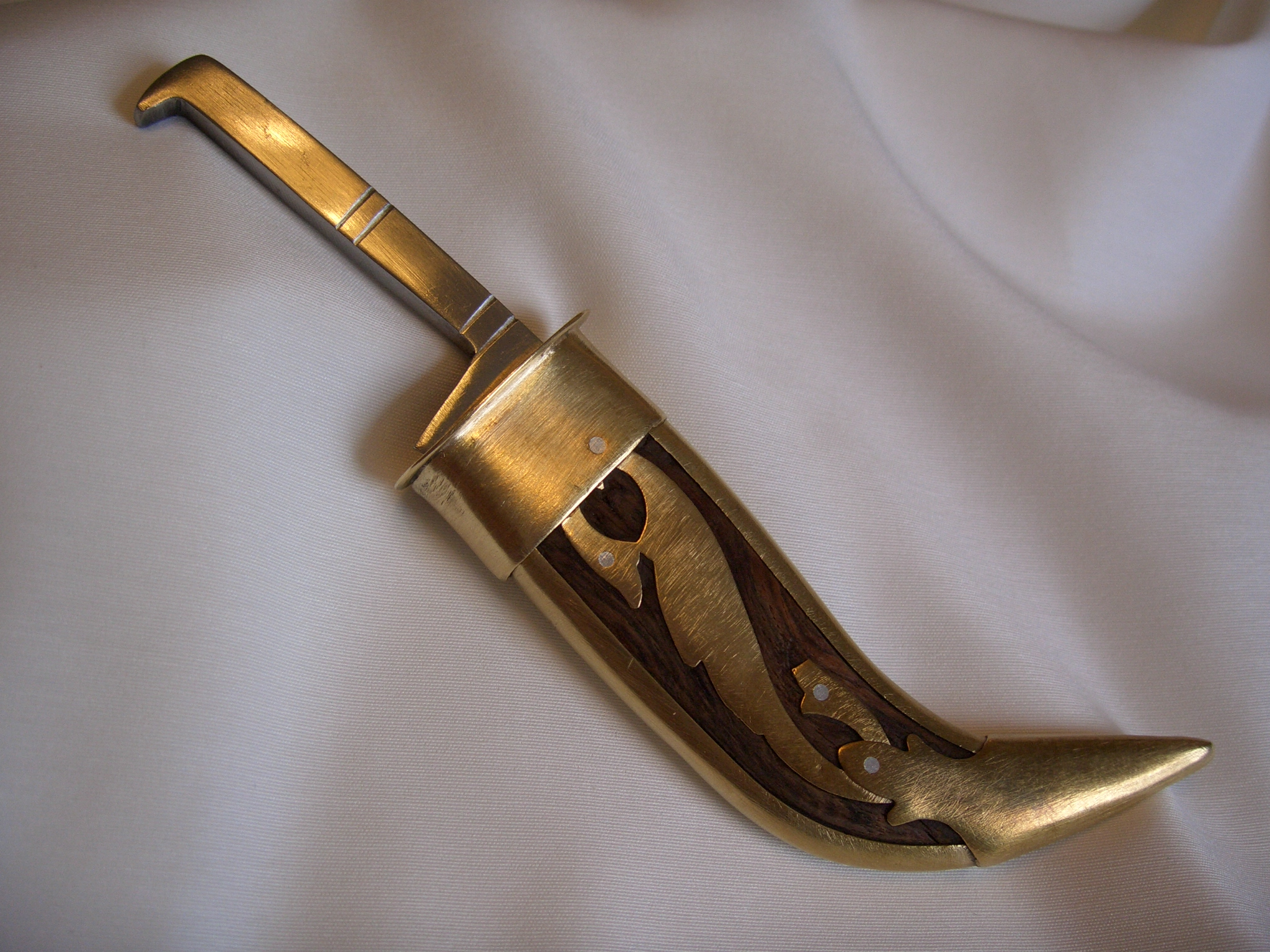
Un kirpan sikh tradicional.

Kirpan (panjabi: ਕਿਰਪਾਨ) és una arma simbòlica semblant a un punyal que porten els sikhs ortodoxos justament com un símbol per la lluita contra l'opressió i la injustícia. El kirpan és portat sobre un cinturó de tela anomenat gatra, encara que no tots aquells que professen el sikhisme el porten. En els seus orígens el kirpan va ser una espasa cerimonial, però avui no és més que una petita daga que simbolitza poder i llibertat d'esperit, autorespecte, la lluita constant del bé i la moralitat sobre la injustícia. El kirpan mai s'ha de fer servir per atacar el proïsme, però pot usar-se per a l'autodefensa o per protegir altres persones.